# Megan Walker
Megan Kayla Walker (ur. 23 listopada 1998 w Richmond) – amerykańska koszykarka, występująca na pozycji niskiej skrzydłowej, od 2023 zawodniczka UMMC Jekaterynburg.
W 2017 została wybrana najlepsza koszykarką szkół średnich z Stanach Zjednoczonych (Gatorade National Player of the Year).

## Osiągnięcia
Stan na 5 marca 2024, na podstawie, o ile nie zaznaczono inaczej.

### NCAA
- Uczestniczka rozgrywek NCAA Final Four (2018, 2019)
- Mistrzyni:
  - turnieju konferencji American Athletic (AAC – 2018–2020)
  - sezonu regularnego AAC (2018–2020)
- Koszykarka roku konferencji AAC (2020)
- Most Outstanding Player (MOP=MVP) turnieju konferencji American Athletic (2020)
- Zaliczona do:
  - I składu:
    - All-American (2020 AP, USBWA, WBCA)
    - AAC (2020)
    - turnieju AAC (2019, 2020)

  - III składu AAC (2019)
- Liderka konferencji AAC w:
  - średniej punktów (2020 – 19,7)
  - liczbie:
    - punktów (2020 – 630)
    - zbiórek w obronie (2020 – 213)
    - celnych rzutów z gry (2020 – 237)

### Drużynowe
- Mistrzyni Węgier (2021)
- Zdobywczyni:
  - Pucharu Węgier (2021)
  - Superpucharu Rosji (2023)
- Uczestniczka rozgrywek final four Euroligi (2021)

### Reprezentacja
- Mistrzyni Ameryki U–18 (2016)
- Wicemistrzyni świata U–19 (2017)